# Dirphya holoflava
Dirphya holoflava là một loài bọ cánh cứng trong họ Cerambycidae.